# Véronique d’Unienville
Véronique d’Unienville (* 18. Juli 1967 als Véronique Le Vieux) ist eine ehemalige mauritische Bogenschützin.

## Karriere
Véronique d’Unienville trat bei den Olympischen Spielen 2008 in Peking im Einzelwettbewerb an, schied jedoch in der ersten Runde aus. 2010 nahm sie an den Commonwealth Games 2010 teil, wo sie im Achtelfinale ausschied. Bei den Afrikameisterschaften hingegen gewann sie im gleichen Jahr die Silbermedaille. Ein Jahr später trat sie bei den Weltmeisterschaften in Turin an, wo sie den 57. Platz belegte. 